# Natalja Nazarova
Natalja Viktorovna Nazarova (Russisch: Наталья Викторовна Назарова) (Moskou, 24 mei 1979) is een Russische voormalige sprintster, die was gespecialiseerd in de 400 m. Op dit nummer werd ze achtmaal Russisch kampioene (in- en outdoor), tweemaal wereldindoorkampioene en eenmaal wereldkampioene bij de junioren. Op de 4 × 400 m estafette werd ze olympisch kampioene en won ze zesmaal goud op een wereldkampioenschap.

## Biografie

### Jeugd
Haar eerste succes behaalde Nazarova in 1998 door op de wereldkampioenschappen voor junioren in het Franse Annecy de gouden medaille te winnen op de 400 m en de zilveren op de 4 × 400 m estafette. Op de 400 m versloeg ze met een tijd van 52,02 s de Amerikaanse Nakiya Johnson en de Cubaanse Yupalis Díaz. Op het estafettenummer werd ze met haar teamgenotes Svetlana Pospelova, Olga Mikayeva en Olesja Zykina tweede in 3.32,35, achter het Jamaicaanse team (goud); het Amerikaanse viertal werd derde (brons).

### Wereldkampioene
Op de wereldindoorkampioenschappen van 1999 in Maebashi verbeterde Nazarova met de Russische estafetteploeg, bestaande uit Tatjana Tschebykina, Swetlana Gontscharenko, Olga Kotljarova en zijzelf als slotloopster het wereldindoorrecord tot 3.24,25. Het zilver ging naar Australië, het brons naar de Verenigde Staten. In de zomer van dat jaar werd ze op het WK in Sevilla zesde met 50,61. Op de estafette versloeg ze met haar teamgenotes in dezelfde samenstelling als in Maebashi met 3.21,98 en 0,11 seconden voorsprong de Amerikaanse ploeg en won zodoende de wereldtitel.

### Sydney 2000 en meer wereldtitels
Op de Europese indoorkampioenschappen van 2000 in Gent werd Nazarova tweede op de 400 m in 51,69 achter Svetlana Pospelowa (51,66). Op de Olympische Spelen van Sydney, later dat jaar, werd ze op de 400 m in de halve finale uitgeschakeld. Op de estafette trad ze alleen aan in de voorrondes. Het Russische team won zonder haar brons in de finale.
Op de Europese kampioenschappen van 2002 in München veroverde ze met het Russische team in 3.25,59 een zilveren medaille achter het Duitse team. Op de WK indoor van 2003 werd ze tweemaal wereldkampioene. Op de estafette versloeg ze met haar teamgenotes Natalja Antjoech, Joelia Petsjonkina en Olesja Zykina de teams van Jamaica (zilver) en Amerika (brons). Op de 400 m versloeg ze de Bahamaanse Christine Amertil (zilver) en de Duitse Grit Breuer (brons).
Op de WK in Parijs later dat jaar werd ze vierde.

### Olympische Spelen van Athene
Het olympisch jaar 2004 begon Natalja Nazarova met het verbeteren van meerdere wereldrecords. Allereerst verbrak ze op 8 januari 2004 het zestien jaar oude wereldindoorrecord op de 500 m en stelde dit bij op 1.07,36. Het oude record was in handen van Olga Nazarova. Op de WK indoor van 2004 in Boedapest liep ze een wereldrecord op de 4 × 400 m estafette met haar teamgenotes Olesja Forsjeva, Olga Kotljarova en Tatjana Levina. Het viertal finishte in 3.23,88 en versloeg hiermee de teams uit Wit-Rusland en Roemenië. Ook werd ze op de WK indoor wereldkampioene op de 400 m in 50,19 en versloeg hierbij haar landgenote Olesja Forsjeva (zilver) en de Bahamaanse Tonique Williams (brons). In de aanloop naar de Olympische Spelen van Athene werd ze Russisch kampioene op de 400 m in een persoonlijk record van 49,65.
Eenmaal in Athene stelde ze op de 400 m individueel teleur en moest ze genoegen nemen met een achtste plaats. Op de 4 × 400 m estafette, daarentegen, veroverde zij met haar teamgenotes Natalja Antjoech, Olesja Forsjeva en Olesja Zykina de zilveren medaille in 3.20,16, achter het Amerikaanse team, dat in 3.19,01 naar het goud snelde. In 2010 echter maakte Crystal Cox, lid van het Amerikaanse estafetteteam tijdens de kwalificatie, bekend dat zij doping had gebruikt. Als gevolg daarvan werd met terugwerkende kracht het Amerikaanse team gediskwalificeerd en schoven de medailles door, waardoor de Russinnen alsnog het goud in de schoot geworpen kregen.

### Osaka
Op de WK van 2007 in Osaka behaalde Nazarova met haar teamgenotes Ljudmila Litwinowa, Tatjana Weschkurowa en Natalja Antjoech een vierde plaats. Met een tijd van 3.20,25 eindigden ze achter Amerika (3.18,55), Jamaica (3.19,73) en Groot-Brittannië (3.20,04).

### WK indoor 2008
In het Spaanse Valencia won Nazarova op de WK indoor van 2008 met haar teamgenotes Joelia Goesjtsjina, Tatjana Levina en Olesja Zykina een gouden medaille op de 4 × 400 m estafette. Met een tijd van 3.28,17 versloegen ze de estafetteteams uit Wit-Rusland (zilver; 3.28,90) en de Verenigde Staten (brons; 3.29,30).

## Titels
- Olympisch kampioene 4 × 400 m - 2004
- Wereldkampioene 4 × 400 m - 1999
- Wereldindoorkampioene 400 m - 2003, 2004
- Wereldindoorkampioene 4 × 400 m - 1999, 2003, 2004, 2006, 2008
- Russisch kampioene 400 m - 1999, 2000, 2003, 2004
- Russisch indoorkampioene 400 m - 1999, 2003, 2004, 2006
- Wereldjeugdkampioene 400 m - 1998

## Wereldrecords
- 500 m - 1.07,36 (8 januari 2004)
- 4 × 400 m (indoor) - 3.23,88 (Boedapest, 7 maart 2004)
- 4 × 400 m (indoor) - 3.24,25 (Maebashi, 7 maart 1999)

## Persoonlijke records
Outdoor
| Onderdeel | Prestatie | Datum        | Plaats |
| --------- | --------- | ------------ | ------ |
| 200 m     | 23,01 s   | 15 juli 1999 | Moskou |
| 400 m     | 49,65 s   | 31 juli 2004 | Toela  |

Indoor
| Onderdeel | Prestatie | Datum            | Plaats |
| --------- | --------- | ---------------- | ------ |
| 200 m     | 23,10 s   | 10 februari 1999 | Moskou |
| 300 m     | 37,16 s   | 6 januari 1999   | Moskou |
| 400 m     | 49,68 s   | 18 februari 2004 | Moskou |
| 500 m     | 1.07,36   | 7 januari 2004   | Moskou |
| 600 m     | 1.26,35   | 6 januari 2000   | Moskou |

## Palmares

### 400 m
- 1998:  WK U20 - 52,02 s
- 1999: 6e WK - 50,61 s
- 2000:  EK indoor - 51,69 s
- 2003:  WK indoor - 50,83 s
- 2003: 4e WK - 49,98 s
- 2003: 6e Wereldatletiekfinale - 51,88 s
- 2004:  WK indoor - 50,19 s
- 2004: 8e OS - 50,65 s
- 2004: 7e Wereldatletiekfinale - 52,35 s
- 2005:  Universiade - 51,31 s
- 2006: 6e WK indoor - 50,60 s
- 2008:  WK indoor - 51,10 s
- 2010: 4e in ½ fin. WK indoor - 52,47 s

### 4 × 400 m
- 1998:  WK U20 - 3.32,35
- 1999:  WK indoor - 3.24,25 (WR)
- 1999:  WK - 3.21,98
- 2002:  EK - 3.25,59
- 2003:  WK indoor - 3.28,45
- 2003:  WK - 3.22,91
- 2004:  WK indoor - 3.23,88 (WR)
- 2004:  OS - 3.20,16 (was )
- 2006:  WK indoor - 3.24,91
- 2007: 4e WK - 3.20,25
- 2008:  WK indoor - 3.28,17
- 2010:  WK indoor - 3.27,44
- 2012:  OS - 3.20,23 (alleen kwal. gelopen)

1983: Walther, Busch, Koch, Rübsam ·
1987: Neubauer, Emmelmann, Schersing, Busch ·
1991: Ledovskaja, Dzjigalova, Nazarova, Bryzgina ·
1993: Torrence, Malone-Wallace, Kaiser-Brown, Miles-Clark ·
1995: Graham, Stevens, Jones, Miles-Clark ·
1997: Feller, Rohländer, Rücker, Breuer ·
1999: Tsjebykina, Gontsjarenko, Kotljarova, Nazarova ·
2001: Richards, Scott, Parris, Fenton ·
2003: Barber, Washington, Richards, Miles-Clark ·
2005: Petsjonkina, Krasnomovets, Antjoech, Pospelova ·
2007: Trotter, Felix, Wineberg, Richards ·
2009: Dunn, Felix, Demus, Richards ·
2011: Richards-Ross, Felix, Beard, McCorory ·
2013: Goesjtsjina, Firova, Ryzjova, Krivosjapka ·
2015: Day, Jackson, McPherson, Williams-Mills ·
2017: Hayes, Felix, Wimbley, Francis ·
2019: Francis, McLaughlin, Muhammad, Jonathas ·
2022: Diggs, Steiner, Wilson, McLaughlin ·
2023: Saalberg, Klaver, Peeters, Bol